# 하중계수

하중계수(荷重係數) 또는 하중배수는 항공기의 총중량(무게)과 양력 사이의 비율이다. 중력에 대한 양력의 비율이며, 기체의 중량을 기준으로 비행기가 얼마만큼의 하중을 받는지를 나타내는 수치다. 등속 수평비행하고 있는 항공기에서는 양력과 중력이, 추력과 항력이 각각 서로 평형상태이므로 관성력을 받지 않는다. 양력이 증가하여 항공기가 상승비행을 하는 경우에는 윗 방향으로 가속된다, 상승 가속도의 크기는 양력에서 비행기 자체 중량을 제외한 여분의 양력에 비례한다. 양력을 정상수평비행시의 양력과 비율을 취하여 n이라고 하면, 정상수평비행할 때는 n=1이 된다. 양력이 n배 증가하면 상승가속도는 ng가 되며 이 때 n을 하중계수 또는 하중배수(load factor)라 한다. 하중계수가 양의 값이면 항공기 위로 양력이 발생하고 있는 것을 나타내며 음의 하중계수는 배면비행하고 있는 상태를 나타낸다. 항공기의 유형에 따라 하중계수의 최댓값이 정해져 있는데 이를 한계하중계수(limit load factor)라 한다. 곡예기 유형에서는 한계하중계수가 6이다. 실제 항공기를 설계할 때는 파괴하중계수(ultimate load factor)를 사용하는데 3초 이내에 파괴되지 않는 최대하중계수를 말하며 한계하중계수에 안전율(safety factor)을 곱한 값이다.

## 같이 보기
- 하중배수